# Ludwig Schickert

Ludwig Schickert

Ludwig Alfred Schickert (* 8. August 1901 auf dem Schniftenbergerhof, Gemeinde Kriegsfeld; † 14. November 1951 ebenda) war ein deutscher Politiker (NSDAP).

## Leben und Wirken
Schickert wurde als Sohn eines selbständigen Landwirtes und Saatzüchters geboren. Er besuchte von 1906 bis 1910 die Volksschule in Nieder-Wiesen, danach die Realschule in Bonn sowie bis 1918 eine auf Landwirtschaft spezialisierte Realschule in Bitburg. Bis 1923 studierte er Landwirtschaft an der Universität Hohenheim. 1924 übernahm er den Betrieb seines Vaters. Schickert war ab 1935 verheiratet; aus der Ehe gingen zwei Kinder hervor.
Im April 1927 trat Schickert in die NSDAP (Mitgliedsnummer 60.807) ein; zudem wurde er Mitglied der Sturmabteilung (SA). Seit Juli 1932 war er landwirtschaftlicher Gaufachberater der NSDAP in der Pfalz. Ende Januar 1933 gründete Schickert den „Pfälzer Bundschuh“, die nationalsozialistische Bauernorganisation in der Pfalz, die ein Jahr später in der Bayerischen Bauernschaft und im Reichsnährstand aufging.
Bei der Reichstagswahl vom Juli 1932 wurde Schickert als Kandidat der NSDAP für den Wahlkreis 27 (Pfalz) in den Reichstag gewählt, dem er in der Folge ohne Unterbrechung bis zum Januar 1935 angehörte. Das wichtigste Ereignis, an dem Schickert während seiner Abgeordnetenzeit teilnahm, war die Verabschiedung des Ermächtigungsgesetzes im März 1933, das unter anderem auch mit Schickerts Stimme beschlossen wurde. Ab 1933 gehörte er dem Reichsbauernrat an.
Innerhalb der Pfälzer NSDAP war Schickert neben Fritz Heß einer der Hauptvertreter einer antisemitisch-konservativen Richtung. Zwischen dieser Richtung und einer eher an einem „nationalen Sozialismus“ orientierten Gruppe um Gauleiter Josef Bürckel kam es zu Rivalitäten, die sich für das Jahr 1932 nachweisen lassen und vermutlich schon früher bestanden. Am 2. Juni 1934 empfahl Schickert Reichsbauernführer Walther Darré, alle Parteiorgane von „Komplizen Gregor Strassers“ zu „säubern“, womit Bürckel gemeint war. Bürckel seinerseits warf Schickert vor, sich nicht an den Boykott jüdischer Geschäftsleute gehalten zu haben. Ein von Bürckel eingeleitetes Parteigerichtsverfahren endete am 12. Februar 1935 mit dem Parteiausschluss Schickerts. Sein Reichstagsmandat war am 31. Januar 1935 auf Betreiben Bürckels für ungültig erklärt worden. Für Schickert rückte Leonhard Wüchner in den Reichstag nach. 
Zwischen 1936 und 1939 war Schickert flüchtig, nachdem das Sondergericht Frankenthal gegen ihn einen Haftbefehl wegen fortgesetzter Vergehen gegen das Heimtückegesetz erlassen hatte. Schickert hielt sich zeitweise in den Niederlanden sowie bei einem Verwandten in Thüringen auf. Im Mai 1939 wurde der Haftbefehl aufgehoben, worüber Schickert von Reichsbauernführer Darré persönlich informiert wurde. Bis 1945 bewirtschaftete er wieder den Schniftenbergerhof.
Nach Kriegsende war Schickert von Dezember 1945 bis August 1947 interniert. Da für ihn ein Aufenthaltsverbot für den Kreis Kirchheimbolanden bestand, lebte er vorübergehend in Neustadt an der Weinstraße (damals wieder Neustadt an der Haardt genannt), ehe er im September 1949 auf den Schniftenbergerhof zurückkehrte. Eine im Zuge der Entnazifizierung 1948 eingeholte Auskunft des Bürgermeisters von Kriegsfeld bezeichnete seine „angebliche“ Verfolgung als „mehr theatralischer Art“. Die CDU in Kirchheimbolanden bescheinigte ihm im gleichen Jahr, er sei „[r]adikal und rücksichtslos“ und ein „erstklassischer Propagandist“ gewesen, der „viel Unheil angerichtet“ habe. Die Spruchkammer Neustadt stellte das Entnazifizierungsverfahren im Februar 1950 ein, da er als Minderbelasteter einzustufen sei.